# Питулуша (Вранча)
Питулуша (рум. Pitulușa) насеље је у Румунији у округу Вранча у општини Броштени. Oпштина се налази на надморској висини од 179 m.

## Становништво
Према подацима из 2002. године у насељу је живело 771 становника, од којих су сви румунске националности.